# العسالی
العسالی (به عربی: العسالی) یک منطقهٔ مسکونی در سوریه است که در استان دمشق واقع شده‌است. العسالی ۲۱٬۷۳۱ نفر جمعیت دارد.